# ČSAD Tišnov
ČSAD Tišnov, spol. s r.o. je autobusový dopravce, působící převážně na Brněnsku. Provozuje pravidelnou dopravu a to buď regionální v rámci IDS JMK, nebo dálkovou v rámci své cestovní kanceláře CK TRAVEL CLUB TIŠNOV. Občasně lze vozy dopravce spatřit také na NAD pro železniční dopravce a nebo na příležitostní dopravě, například pro školy. Dopravce má provozovny v Tišnově (sídlo společnosti) a na Letovicku.

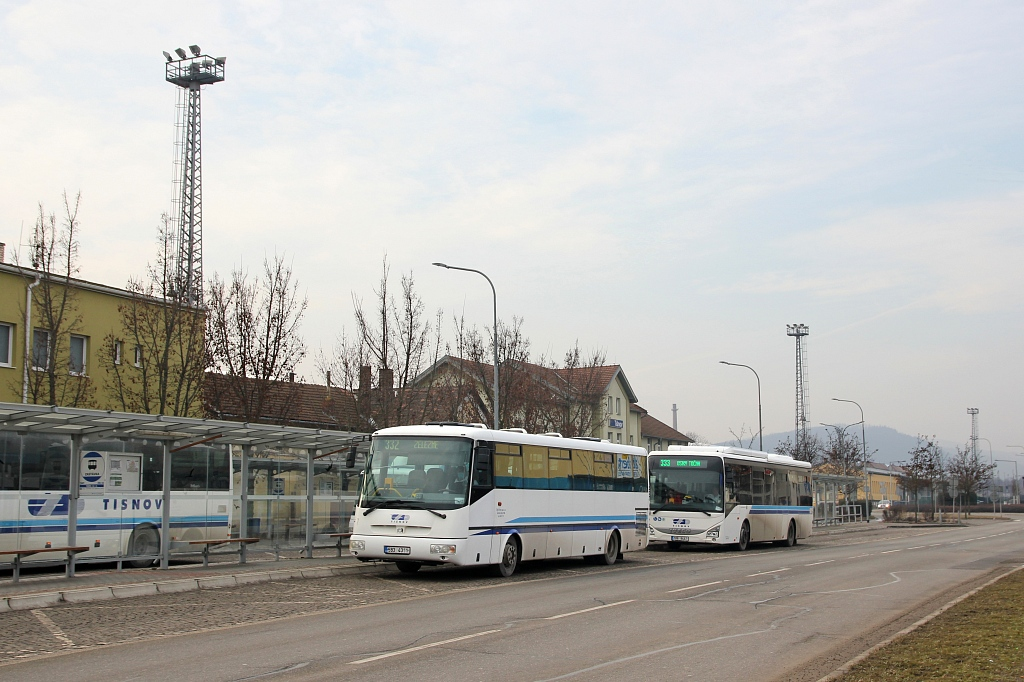
Autobusové nádraží Tišnov

## Historie
Historie podniku sahá až k roku 1949, kdy vznikl národní podnik ČSAD jako celek a jehož součástí byl dnešní ČSAD Tišnov. V roce 1991 došlo k osamostatnění státního podniku ČSAD Tišnov a v roce 1994 k jeho privatizaci.
Od roku 2007 provozuje regionální dopravu na Brněnsku v rámci IDS JMK.

## Vozový park

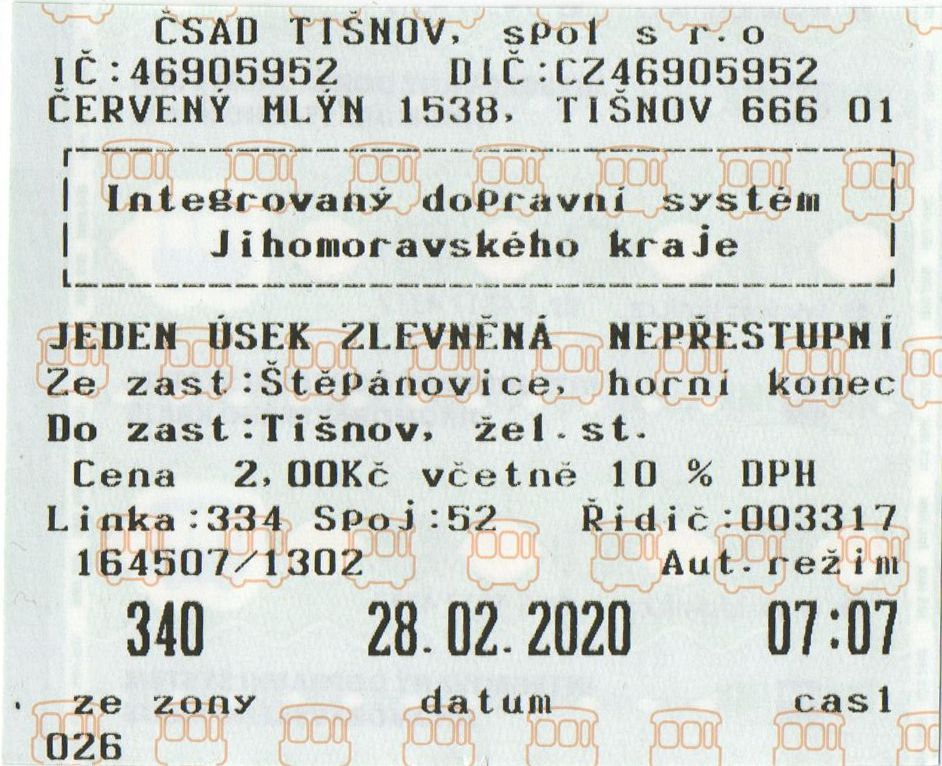
Jízdenka ze staré pokladny typu USV24C

Dopravce ČSAD Tišnov vlastní ve svém vozovém parku autobusy převážně značek Irisbus, Iveco, SOR, MAN, Mercedes-Benz a Neoplan. Do roku 2018 měl také několik různých typů vozů od výrobce KAROSA, které avšak nahradily nové autobusy typu Iveco Crossway. V roce 2019 a 2020 dopravce dále pokračuje v obnově vozového parku a pořídil 6 nových crosswayů.
Pro linky 273 a 313 vlastní dopravce 6 kusů minibusů typu Stratos od výrobce SKD.